# Pattachitra-Malerei

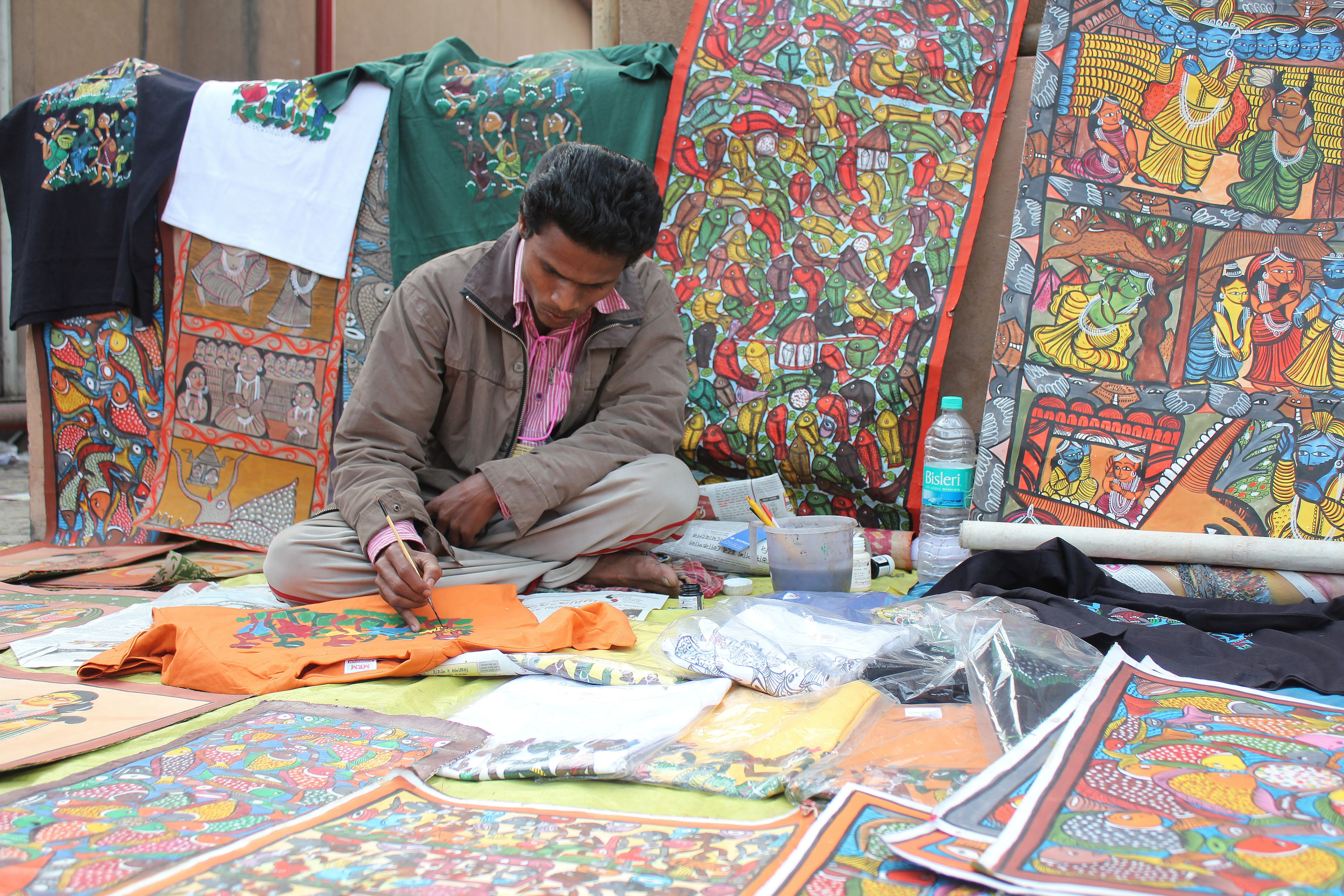
Pattachitra-Maler (Chitrakar) auf einem Markt in Kolkata

Pattachitra-Malerei (auch: Pat(t)achitra; Sanskrit पटचित्र, „Stoffbild“) ist eine volkstümliche Stilrichtung der indischen Malerei und damit Teil der indischen Kunst. Die Künstler werden als Chitrakar bezeichnet. Hauptverbreitungsgebiet sind die indischen Bundesstaaten Odisha und Westbengalen sowie Teile von Bangladesch.

## Odisha-Pattachitra

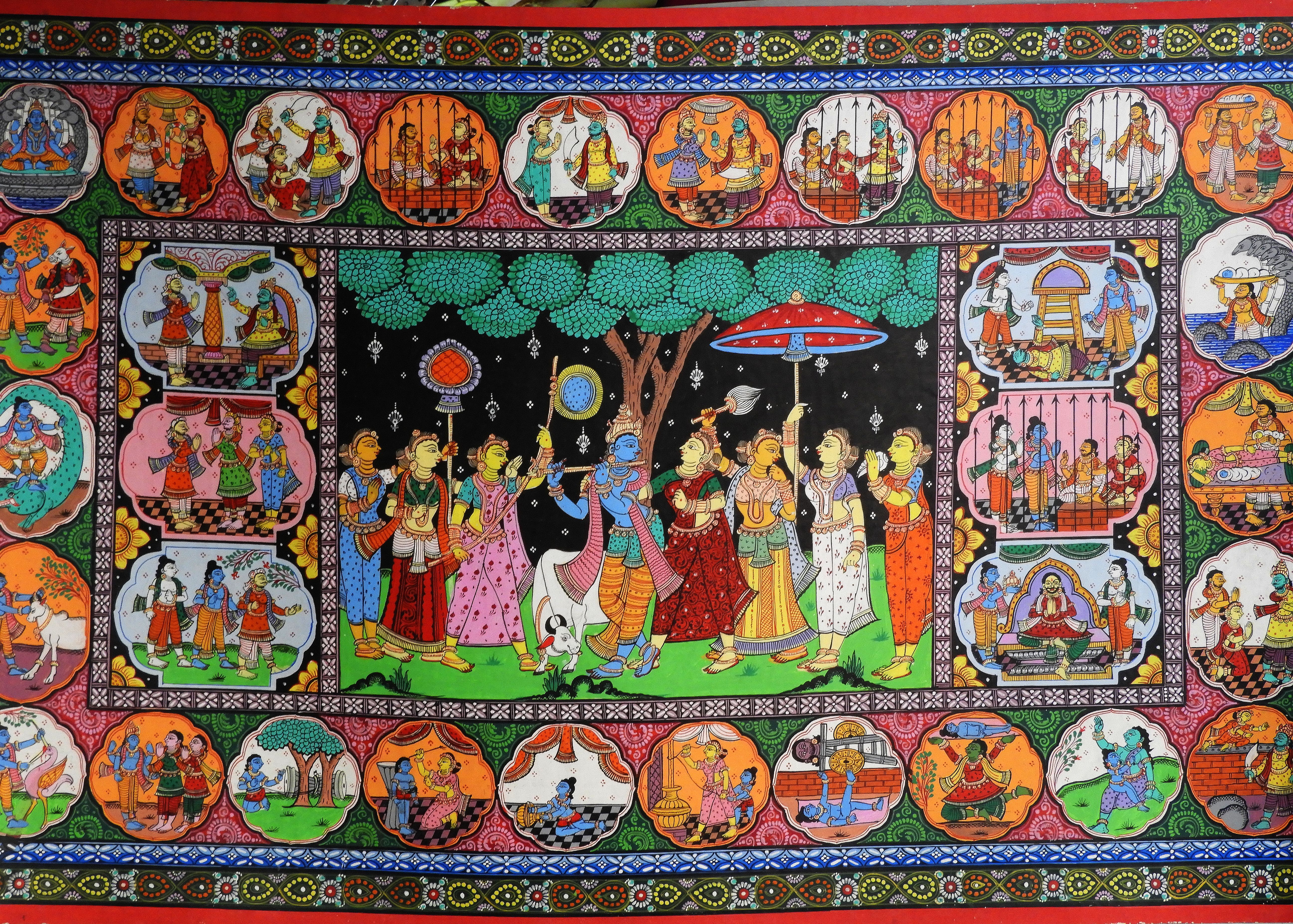
Pattachitra aus Odisha:Krishna und Radha, von Gopi-Mädchen umgeben

Im Bundesstaat Odisha blickt die Pattachitra-Malerei auf eine tausendjährige, stark religiös geprägte Tradition zurück. Ursprünglich fanden sie für rituelle Zwecke und als Souvenirs für Pilger etwa zum Jagannath-Tempel von Puri Verwendung. Später dienten die detailreich gestalteten Stoff-Rollbilder zu Themen aus Mythologie und Volksmärchen Geschichtenerzählern, um ihre Vorträge zu visualisieren.

### Motive
Die Rollbilder basieren meist auf der hinduistischen Mythologie und sind insbesondere von der Jagannath- und Vaishnava-Sekte inspiriert. Dargestellt sind Szenen mit Figuren wie Krishna, den Gopis, Bäumen, Elefanten und andere Kreaturen.
Die Themen können in folgende Kategorien eingeteilt werden: Jagannath, Vaishnava, Bhagabat, Ramayana, Saiva, Shakta, Legenden, Raga, Bandha,  Yamapati und Yatripatas, Skizzen des Puri-Tempels, Ganjapa (Spielkarten), Navagunjara

### Technik

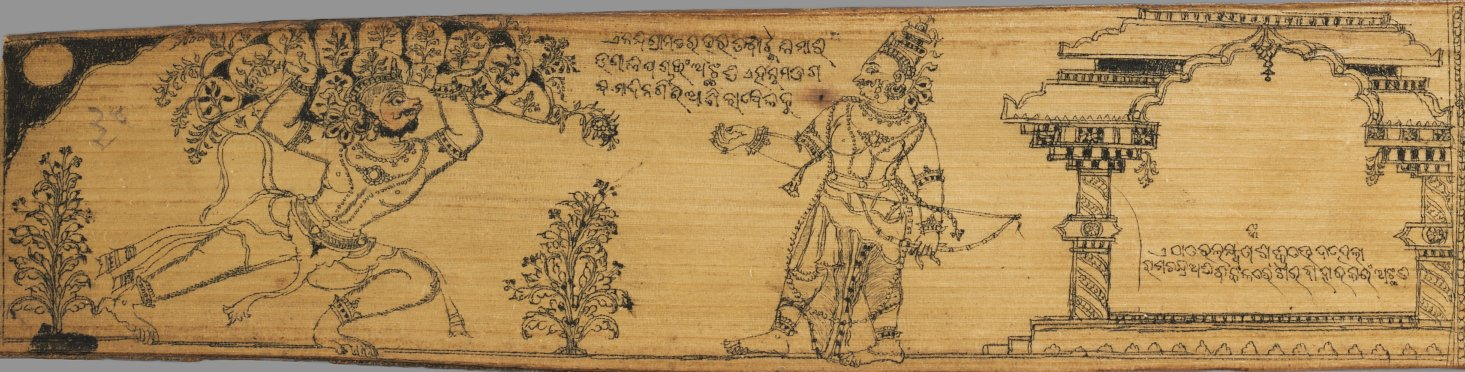
Palmblatt-Pattachitra (Tala) aus dem 18. Jahrhundert aus Odisha:Szene aus dem Ramayana

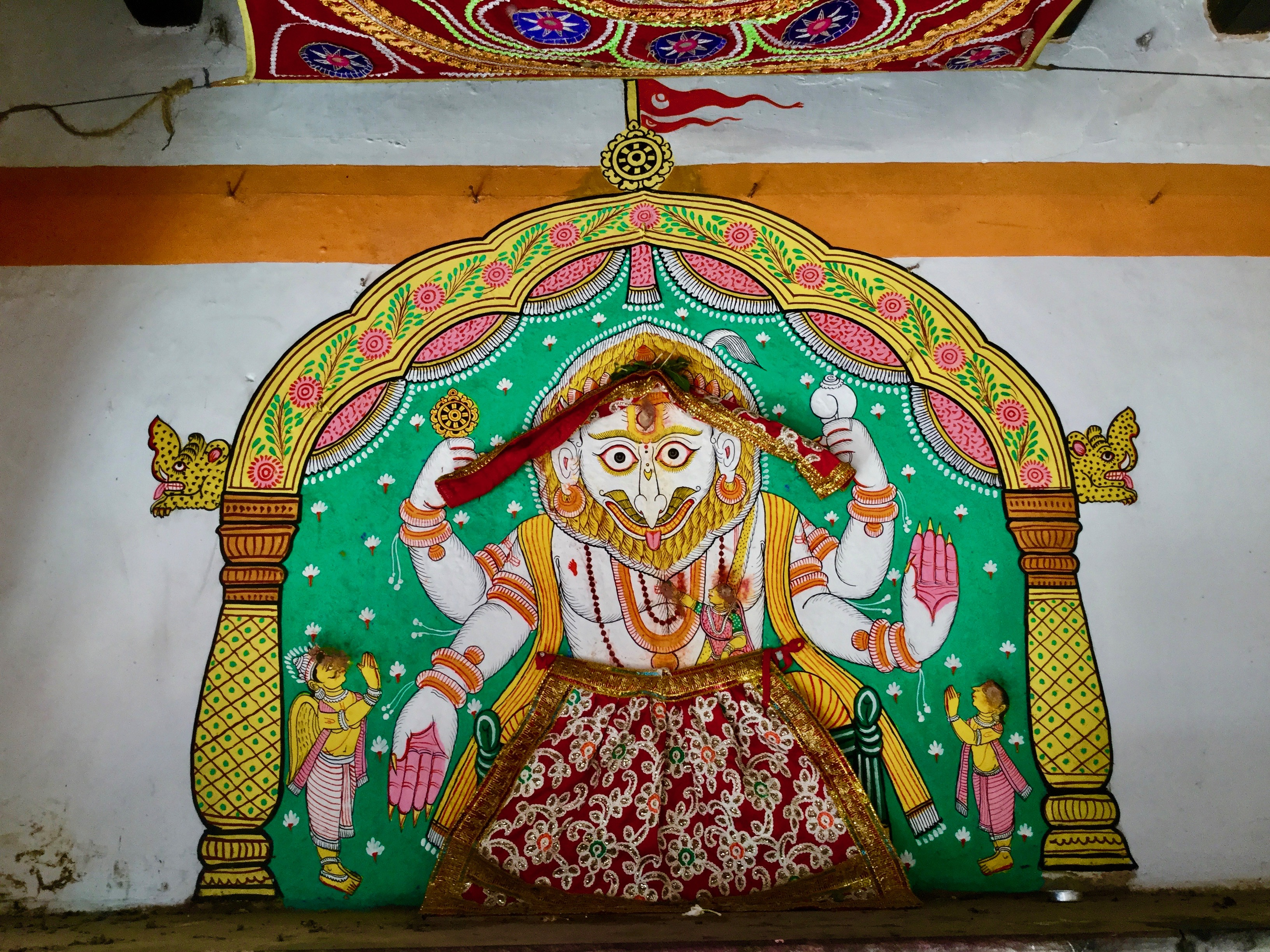
Modernes Mauer-Pattachitra (Bhitti) aus Puri

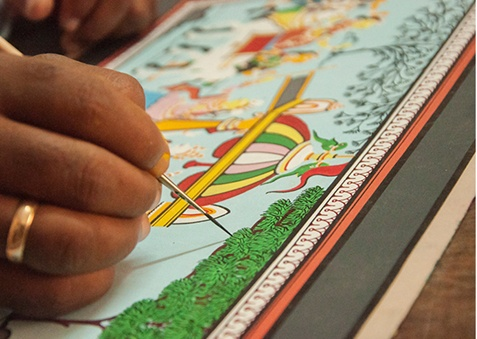
Pattachitra-Maler (Chitrakar) bei der Arbeit

Die Chitrakars fertigen die Gemälde auf kleinen, mit einer Mischung und Kreide und Gummi behandelten und daher lederähnlich wirkenden Baumwollstoffstreifen. Die Pinsel bestehen aus feinen Haarbüscheln von Haustieren – die feinsten stammen von Mäusen -, die an einen Bambusstock gebunden werden.
Die Grundzeichnung erstellt der Künstler selbst, beim Auftrag der Farben sowie des abschließenden glänzenden Lacküberzugs lässt er sich gerne mal von weiblichen Familienmitgliedern helfen. Verwendung finden ausschließlich leuchtende Grundfarben; gewonnen werden die Pigmente aus mineralischen Substanzen namens „Hingula“ (Zinnober, rot) verwendet, „Haritala“ (Arsenverbindung, gelb) oder „Ramaraja“ (Indigo, blau). Für Schwarz werden Lampenruß oder verbrannte Kokosschalen benutzt. Da sich der als Trägermaterial verwendete Stoff im feuchtheißen Klima Ostindiens rasch zersetzt, ist der weitaus größte Teil der Pattachitrakunst im Laufe der Jahrhunderte verlorengegangen. Die wohl ältesten erhaltenen Zeugnisse stammen aus dem Schrein von Jagannath-Tempel in Puri.
Neben dem auf Stoff gemalten Pattachitra existieren die stilistisch ähnlichen, aber auf anderen Medien gemalten Formen „Bhitti Chitra“ (auf Wänden) und „Tala Pattachitra“ bzw. „Pothichitra“ (auf Palmblatt).

### Stil
Der Pattachitra-Stil ist von volkstümlichen, relativ naturalistischen Formen geprägt, weist aber auch Elemente der klassischen indischen Kunst auf. Die Posen der Figuren beschränken sich auf einige wenige, klar definierte Haltungen, die Linien sind kräftig und klar und eckig und scharf. In der Darstellung der Bekleidung sind mongolische Einflüsse zu erkennen. Für viele Figuren existieren verbindliche Farbschema: Krishna etwa wird immer in Blau, die Gopis in hellrosa, violetten oder braunen Farben dargestellt.
Im Allgemeinen gibt es keine Landschaften, Perspektiven und Fernsichten. Alle Vorfälle werden in direkter Gegenüberstellung gesehen. Der Hintergrund, auf dem die Figuren dargestellt sind, ist mit Blumen- und Blattwerk verziert und meist in roter Farbe bemalt. Alle Gemälde sind mit dekorativen Rändern versehen.

## Bengalisches Pattachitra

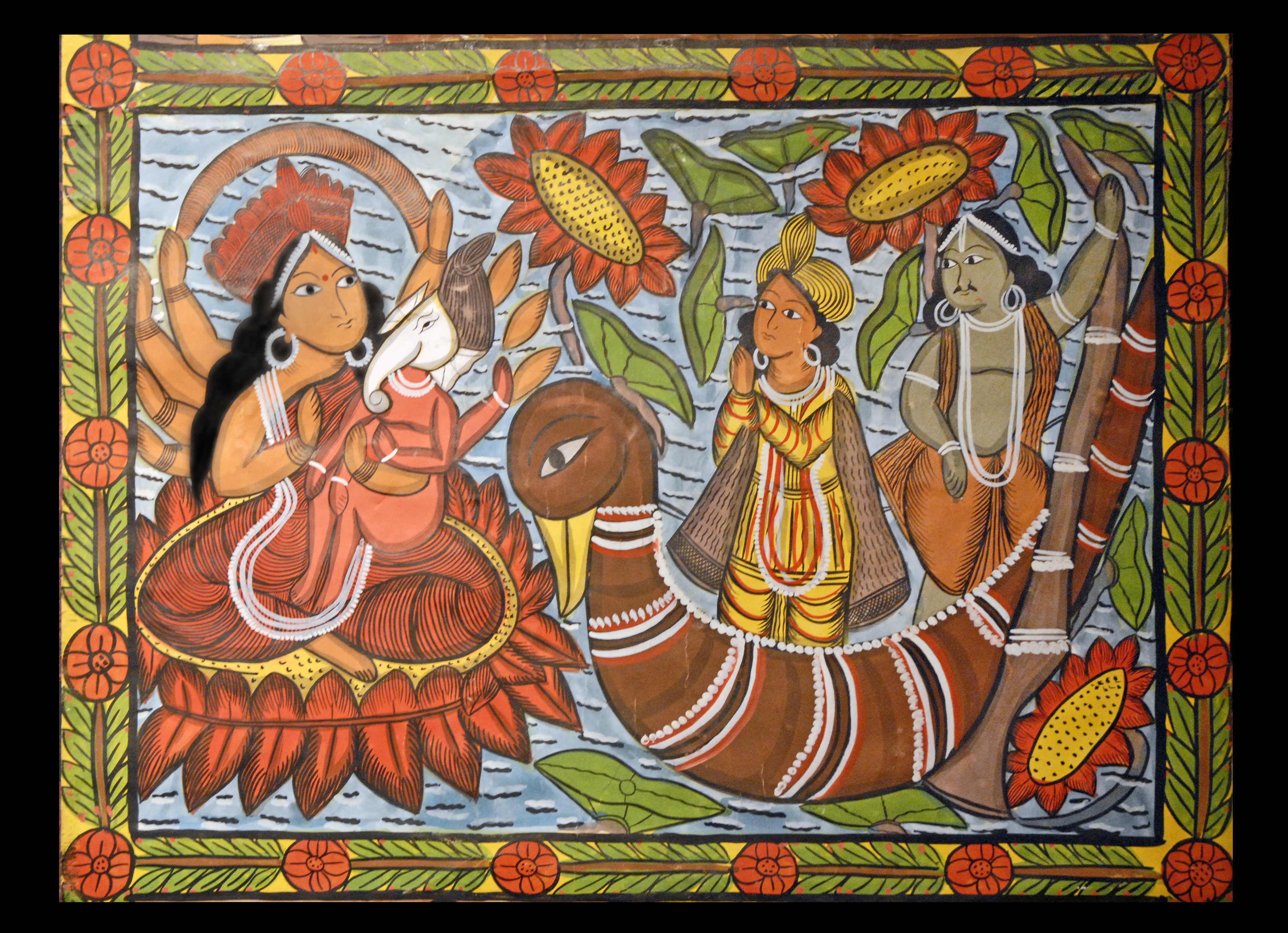
Bengalisches Pattachitra

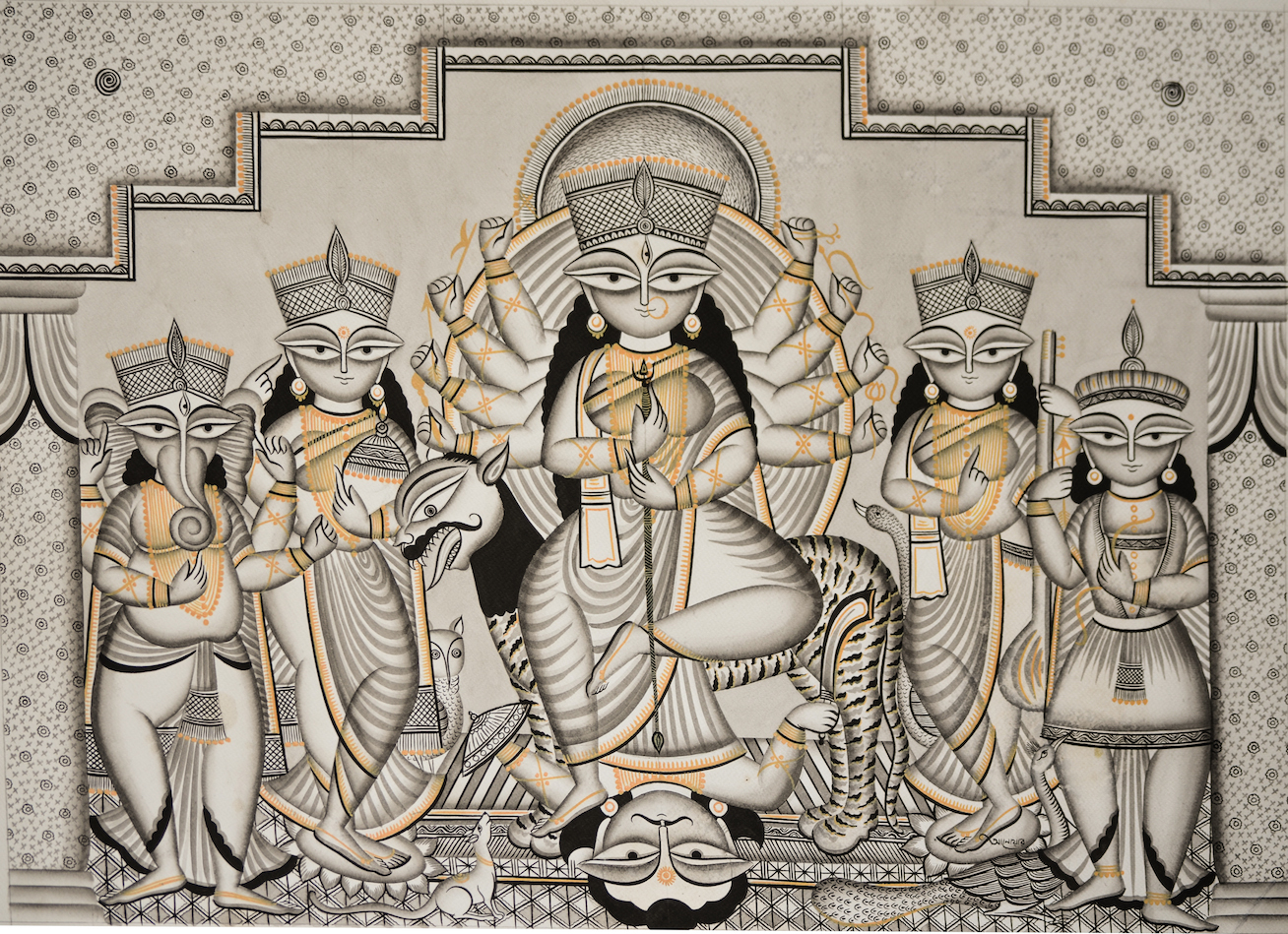
Pattachitra aus Medinipur:Die Göttin Durga

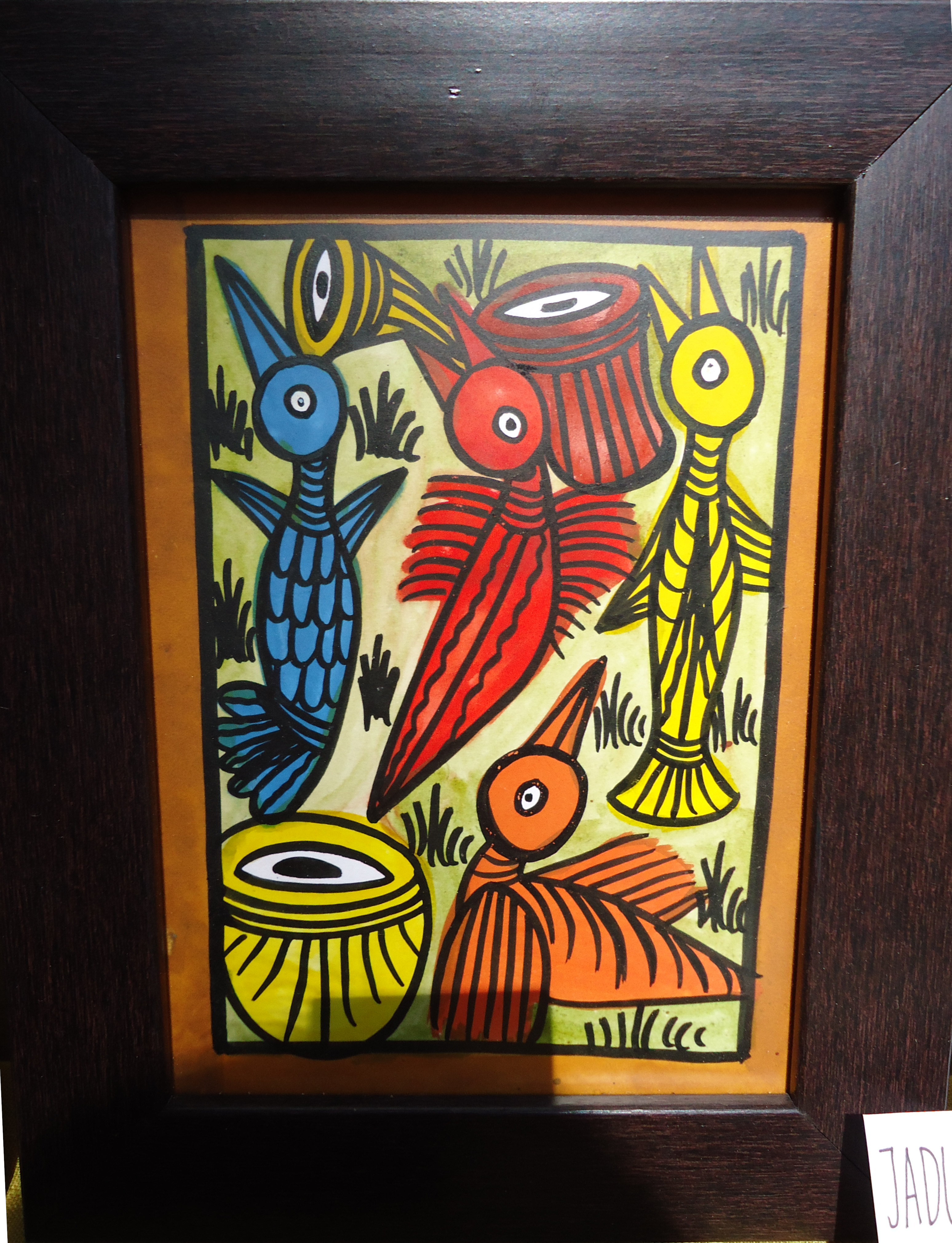
Weltlich und modern – Jadupatua-Pattachitra („Zaubermalerei“) des bengalischen Santal-Volks

Das Bengalische Pattachitra ist eine traditionelle Volkskunstform des ländlichen Bengalen, das sich heute auf den indischen Bundesstaat Westbengalen und das souveräne Bangladesch verteilt. Bekannt wurden der Malstil dort insbesondere durch die Stoff-Rollbilder, mit denen als Patua bezeichnete Geschichtenerzähler ihre Vorträge untermalen. Eine Rolle spielt Pattachitra in Bengalen auch bei den Gesängen zu Sangeets, einer Feier am Vorabend von Hochzeiten („Patua Sangeet“).
Die Ursprünge des bengalischen Pattachitra liegen im Dunkeln. Aufgrund der in den begleitenden Liedern thematisierten historischen Ereignissen wird jedoch vermutet, dass die ältesten Werke in die Zeit unmittelbar vor der Pala-Dynastie, also Anfang des 8. Jahrhunderts, zurückreichen. Zeugnisse wurden in kleinen Dörfern in der Gegend von Medinipur, Bankura, Purulia, Haora oder Hugli gefunden. In den Tempeln des Bankura-Distrikts in Westbengalen gibt es einige Jadu-Patuas-Gemälde im Wandstil.
Das bengalische Pattachitra ist in verschiedene Stile wie Durga Pattachitra, Chalchitra, Stammes-Pattachitra, Medinipur Pattachitra und Kalighat Pattachitra unterteilt. Das Kalighat Pattachitra, die letzte Tradition des bengalischen Pattachitra, wurde von Jamini Roy entwickelt, und sollte schließlich die Kalighat-Malerei beeinflussen.

### Motive
Anders als das Pendant aus Odisha weist das bengalische Pattachitra neben mythologischen und religiöse auch weltliche Themen auf. Dargestellt werden Szenen aus bekannten hinduistischen Epen wie Ramayana und Mahabharata, Geschichten von hinduistischen Göttern und Göttinnen wie Krishna, Radha, Chaitanya, Kali, Shiba oder auch indigene bengalische Folklore. Weltliche Pattachitras zeigen oft aktuelle Ereignisse wie Skandale und Unfälle oder beschäftigen sich mit Gleichberechtigung, Kinderrechten oder Atomkrieg.

### Stil
Der Stil der bengalischen Pattachitra-Tradition ist im Allgemeinen abstrakter und „moderner“ als das Odisha-Pattachitra, unterscheidet sich aber stark zwischen den einzelnen Regionen. Die Gegend um Purulia etwa ist für ihre schlichten Kompositionen, die minimalistische Hintergrunddekoration und die Verwendung eines bestimmten Farbtons aus gebrannter Siena bekannt. Anderswo dominiert Indisch Rot. Der Rollbilder von Medinipur dagegen prägt eine strenge Strukturierung der Erzählung in einzelne Rahmen für jede Szene. Viele Werke wirken in Komposition und Farbgebung ausgesprochen modern und expressionistisch.

### Technik
Auch im bengalischen Pattachitra werden ausschließlich Grundfarben verwendet. Die Pigmente werden aus etwas anderen Substanzen gewonnen als in Odisha, das Santal-Volk verwendet etwa: Kurkuma (gelbocker), Palasa (gelb), Kamala (orange), Wilde Platterbse (grün), Indigo (blau), Phanimansha-Blume (rot), Pui-Metuli-Blätter (purpur), Banyan-Blüten (rosa), Ruß (schwarz) und Kharimati (weiß) gewonnen.